# 로널드 레이건의 대통령직 인수
로널드 레이건의 대통령직 인수는 그가 1980년 미국 대통령 선거에서 승리하여 대통령 당선인이 되면서 시작되었고, 1981년 1월 20일 레이건이 취임하면서 종료되었다.
인수 작업은 에드윈 미스가 주도했으며 워싱턴 D.C.에 본부를 두었다. 자원봉사자와 유급 직원을 포함하여 1,000명 또는 1,500명 이상의 인원이 참여한 특히 대규모 작전이었다.

## 사전 선거 동향
레이건 대통령직 인수 계획에 대한 초기 논의는 1979년 말에 시작되었다.
레이건의 잠재적 대통령직 인수를 위한 보다 실질적인 계획은 1980년 봄, 즉 공화당 전당대회가 열리기 훨씬 전에 시작되었다. 레이건의 인수 계획은 이전 카터 인수보다 훨씬 일찍 시작되었다. 인수 계획은 레이건 잠재 행정부의 외교 정책 및 예산 정책을 구체화하기 위한 태스크포스로 시작되었다. 이 선거 전 인수 노력은 70명의 직원을 시작으로 132명으로 늘어났다. 헤리티지 재단과 같은 외부 싱크탱크들이 정책 노력에 기여했다.
선거 전 인수 계획은 펜들턴 제임스가 감독했다. 이 역할에서 제임스는 대중에게 거의 모습을 드러내지 않았고, 언론과의 접촉을 피했다. 그는 또한 레이건 캠프 팀과 긍정적인 관계를 유지했다. 그는 1979년 가을에 레이건 캠프의 주요 인물인 에드윈 미스로부터 레이건의 잠재적 대통령 행정부를 구성하는 방법에 대한 계획을 의뢰받았다. 미스 자신은 이전에 레이건의 이전 1976년 대통령 선거 운동 동안 대통령직 인수의 물류에 대해 연구한 적이 있으며, 심지어 이전에 리처드 닉슨과 제럴드 포드를 위해 일했던 사람들과 대화를 나누기도 했다. 헬렌 폰 담은 선거 전 인수 계획을 감독하는 데 제임스의 부관 역할을 했다.
1980년 9월까지 레이건 측근들은 레이건 행정부의 주요 직책을 채울 후보자를 찾기 위한 인수 노력을 지원하기 위해 대통령 인수 신탁을 설립했다. 9월에 미국 연방선거위원회의 변호사들은 인수 신탁이 레이건 선거 운동 위원회와 "완전히 분리"되어 있고 신탁에 의해 모금된 자금이 레이건의 당선을 돕는 데 사용되지 않는 한, 그러한 신탁은 개인 기부금을 1,000달러(그리고 정치 활동 위원회 기부금을 50,000달러)로 제한하는 선거 자금법 외부에서 운영될 수 있다는 자문 의견을 작성했다. 이 신탁은 개인당 최대 5,000달러로 자발적으로 기부금을 제한하기로 결정했다.
이 계획의 존재가 9월 중순에 뉴욕 타임스에 보도되면서 대중에게 알려지게 되었다.
1987년에 역사가 칼 M. 브라우어는 레이건의 선거 전 인수 계획 노력을 "규모는 작고, 방식은 은밀한" 것으로 묘사했다. 이 노력은 알렉산드리아에 사무실 공간을 임대했는데, 이 공간은 우연히도 레이건의 러닝메이트인 조지 H. W. 부시의 공화당 대통령 예비 선거 캠페인이 이전에 임대했던 곳이었다. 이는 대통령이 개인을 임명할 권한을 가진 직책을 식별하고, 해당 직책의 잠재적 후보자 목록을 작성하는 데 중점을 두었다.

## 공식 인수
레이건의 인수는 선거 당일에 국장으로 임명된 에드윈 미스가 이끌었다. 퇴임하는 지미 카터 대통령 행정부의 인수 역할은 4년 전 카터 자신의 인수를 감독했던 그의 백악관 비서실장 잭 왓슨이 감독했다.
3명의 선임 고문이 임명되었다. 리처드 V. 앨런은 외교 및 국방 문제 선임 고문이었고, 마틴 앤더슨은 국내 및 경제 문제 선임 고문이었으며, 캐스퍼 와인버거는 예산 문제 선임 고문이었다.
제임스 베이커는 인수 부국장으로 임명되었으며, 백악관 기획(레이건 행정부 백악관 직원의 구조 및 관리 기획 감독)을 담당했다. 6명의 추가 부국장이 임명되었는데, 마이클 디버, 드루 루이스, 린 노프지거, 번 오르, 윌리엄 티먼스였다. 디버는 레이건과 그의 가족에게 연락관 역할을 했다. 루이스는 공화당 전국위원회, 여성 단체, 비즈니스 커뮤니티, 주 및 지방 정부에 연락관 역할을 했으며, 내각 지명자 및 고위 직원에게 정책 브리핑을 제공하는 프로그램을 개발하는 데도 참여했다. 노프지거는 초기에 캠페인에서 맡았던 홍보 담당을 맡았다. 오르는 행정 및 예산 문제를 담당했으며, 또한 인수 과정에서 핵심 행정관 역할을 했다. 티먼스는 레이건 인수팀의 기존 프로그램 및 정책 평가를 감독했으며, 부처 및 기관에 대한 정보를 수집했다.
펜들턴 제임스는 선거 후 인수 작업에서 인력 채용 담당으로 일했으며, 윌리엄 J. 케이시는 인수 기간 동안 고위 자문 위원회를 감독했다. 리처드 워스린은 자신의 여론 조사 기술을 활용하여 레이건 행정부의 계획된 전략에 정보를 제공했다. M. 피터 맥퍼슨은 인수의 법률 고문 역할을 했다. 에드윈 J. 그레이와 대럴 트렌트는 정책 계획에 참여했다. 프레드 F. 필딩은 잠재적 임명자를 위한 인수의 심사 및 승인 절차를 총괄했다. 인수의 다른 주요 구성원으로는 톰 C. 코롤로고스와 윌리엄 프렌치 스미스가 있었다.
인수의 여러 핵심 직원들은 이전에 전 대통령 리처드 닉슨을 위해 일했다. 여기에는 마틴 앤더슨, 리처드 V. 앨런, 펜들턴 제임스가 포함된다.
레이건의 인수는 특히 규모가 컸다. 이는 어떤 대통령직 인수에서도 전례 없는 규모였다. 인수에는 자원봉사자와 유급 직원을 포함하여 1,000명 또는 1,500명 이상이 참여했다. 인수에는 연방 기관을 위한 100개의 개별 인수팀이 포함되었으며, 이는 조직 목적으로 경제 문제, 국가 안보, 인적 서비스, 자원 및 개발, 법률-행정의 5개 클러스터로 나뉘었다. 1987년에 역사가 칼 M. 브라우어는 레이건 인수를 그 시점까지의 어떤 미국 대통령직 인수보다 "가장 정교한 인수 메커니즘"을 가졌다고 묘사했다.
인수팀은 아메리칸 엔터프라이즈 연구소, 헤리티지 재단, 후버 연구소와 같은 보수적인 싱크탱크와 긴밀히 협력했다. 이러한 조직들이 제공한 계획 중에는 헤리티지 재단의 "리더십의 명령"이라는 1,000페이지 분량의 행정부 재편 계획이 있었다. 헤리티지 재단은 또한 보수적 이념에 부합하는 인력 목록을 인수팀에 제공하는 취업 은행을 운영했으며, 신임 행정부의 최고 임명자들을 위한 여러 오리엔테이션 세션도 운영했다.
인수 본부는 백악관에서 불과 몇 블록 떨어진 연방 사무실 건물인 워싱턴 D.C.에 있었다. 인수 초기에 레이건은 서해안에 머물면서 고문들로 구성된 "키친 캐비닛"과 회의를 가졌다. 그러나 당선 몇 주 만에 레이건은 워싱턴 D.C.의 연립 주택으로 이사했으며, 이는 대통령으로 취임하기 전까지 임시 거처로 사용되었다.
11월 20일, 카터 대통령은 백악관에서 대통령 당선인 레이건을 환영했다. 퇴임 대통령과 신임 대통령 간의 관계는 다소 어려웠는데, 카터는 레이건이 자신들이 논의한 중요한 주제에 무관심하고, 복잡한 문제에 대해 메모를 하지 않는 것에 실망했다. 카터와 레이건 간의 다소 어려운 관계에도 불구하고, 그들의 참모들 간의 관계는 우호적이었다. 같은 날, 신임 영부인 낸시 레이건은 퇴임 영부인 로절린 카터로부터 백악관 투어를 받았다.
레이건은 선거 승리 2주 후부터 행정부의 주요 임명을 발표하기 시작했다. 인수 7주차까지 대부분의 임명이 발표되었다. 그는 인수 10주차까지 주요 임명자 발표를 마쳤다.
레이건은 원래 미스를 백악관 비서실장으로 선택하는 것을 선호했지만, 그의 일부 고문들은 그에게 대신 제임스 베이커를 선택하도록 설득했다. 인수 기간 동안, 미스와 마이클 디버와 함께 베이커는 레이건의 최고 보좌관 "트로이카"의 일원이 될 것이며, 이러한 역동성은 대통령 임기 내내 계속될 것이다. 이러한 역동성은 선거 직후에 확립되었다.
레이건은 12월 11일까지 내각 지명자 발표를 기다렸다. 레이건이 처음 지명한 내각 지명자들은 대체로 논란의 여지가 없었으며, 심지어 비즈니스 커뮤니티와 공화당의 온건파 모두로부터 칭찬을 받았다. 그러나 그가 나중에 지명한 몇몇 선택, 예를 들어 알렉산더 헤이그를 국무장관으로, 제임스 G. 와트를 내무장관으로 지명한 것은 논란을 예고했다. 레이건은 1월 8일 테럴 벨을 교육부 장관으로 지명하면서 내각 직책 지명을 마쳤다.
인수 기간 동안 마크 앤더슨과 레이건이 관리예산실장으로 선택한 데이비드 스톡먼은 신임 행정부의 경제 정책 의제를 구체화했다.
레이건은 취임식까지 정책 문제에 대해 공개적으로 발언하지 않겠다고 다짐했다. 그러나 그의 많은 고문들은 공개적으로 문제에 대해 발언했으며, 종종 인수의 대변인인 제임스 브래디가 그들의 발언을 부인해야 하는 문제를 야기했다. 레이건 행정부 구성원들의 비공식적인 발언과 뉴스 유출은 카터 행정부의 국무부로부터 비판을 받았다.
인수 기간의 많은 측면이 순조롭게 진행되었지만, 몇 가지 문제가 있었다. 재키 프레서의 인수 참여를 둘러싸고 논란이 있었다. 카터 행정부는 인수 직원의 일부가 가능한 이해충돌을 가지고 있다고 주장했다. 또한 레이건이 자신의 인수 과정에 어느 정도 관여했는지에 대한 대중적 추측도 있었다. 많은 학자들은 회고적으로 레이건 인수를 성공적으로 관리된 대통령직 인수로 평가했다.

### 재정
1976년에 통과된 법안에 따라 연방 정부는 인수 자금으로 3백만 달러를 지급했으며, 이 중 2백만 달러는 대통령 당선인에게, 1백만 달러는 퇴임 대통령에게 지급되었다. 퇴임하는 지미 카터 행정부는 연방 정부로부터 할당받은 1백만 달러 중 861,526달러를 지출했으며, 퇴임 대통령 팀은 672,659달러를, 퇴임 부통령 월터 먼데일 팀은 188,867달러를 사용했다. 레이건 팀은 할당받은 연방 자금 중 175만 달러를 지출했다. 이 중 63,378달러는 부통령 당선인 조지 H. W. 부시의 개인 보상 및 혜택에 사용되었다.
미국 회계감사원은 레이건 인수팀이 정부 자금 사용에 있어 항상 올바른 절차를 따르지 않았다는 사실을 발견했다. 예를 들어, 그들은 상환 불가능한 기준으로 인수 노력에 배정된 연방 기관 직원들에게 급여를 지급했다.
레이건 인수팀은 또한 사적인 기부금을 모아 인수를 추가로 지원했으며, 사설 법인인 대통령 인수 재단(Presidential Transition Foundation, Inc.)을 통해 기부금을 모금했다. 그들은 약 125만 달러를 모금했다. 이 재단은 나중에 회계감사원의 자금 감사 요청을 거부했다. 이 자금의 출처나 지출 내역은 대중에게 공개되지 않았다.
의회 증언에 따르면 나중에 레이건 인수 지출의 일부는 호텔 비용, 낸시 레이건의 장식가에게 지급된 금액, 턱시도 대여, 파티, 그리고 주차 위반 딱지에 사용되었다.
결과적으로 레이건의 인수는 이전 어떤 인수보다 비용이 많이 들었다.

### 주이란 미국 대사관 인질 사건
인수 기간 동안 카터 행정부는 주이란 미국 대사관 인질 사건 해결을 위한 작업을 계속했다. 협상은 1981년 1월 19일 알제 협정 서명으로 완료되었고, 인질들은 1981년 1월 20일 레이건이 취임 후 20분간의 취임 연설을 마친 지 몇 분 후에 석방되었다.

## 인수 회고적 분석
미국의 대통령직 인수 전문가인 로린 L. 헨리는 이 인수를 회고적으로 높이 평가했다. 정치학자 존 P. 버크는 그의 저서 "대통령직 인수: 정치에서 실천으로(Presidential Transitions: From Politics to Practice)"에서 레이건 인수가 매우 체계적으로 조직되었다고 묘사했다.

## 같이 보기
- 로널드 레이건 1980년 대통령 선거 운동
- 1981년 로널드 레이건 대통령 취임식

### 인용된 출처
- Brauer, Carl M. (1986). 《Presidential Transitions: Eisenhower Through Reagan》. New York: Oxford University Press. ISBN 0195040511.
- Burke, John P. (2000). 《Presidential Transitions: From Politics To Practice》. Boulder: Lynne Rienner Publishers. ISBN 1555879160.